# Eva Siva
Mercedes Guillamón Duch, más conocida por su nombre artístico Eva Siva, es una actriz y directora de escena española, reconocida principalmente por su participación en varias películas del director Pedro Almodóvar y por su posterior carrera en el teatro.

## Carrera
Nacida en Cardona, Cataluña, Eva Siva coincidió con el director manchego Pedro Almodóvar en la compañía de teatro Los Goliardos; debutó en su largometraje amateur de 1978 Folle... folle... fólleme Tim! junto con Kiti Mánver y Carmen Maura. Dos años después protagonizó con Maura y Alaska el primer largometraje comercial del cineasta, Pepi, Luci, Bom y otras chicas del montón, en el que interpretó el papel de Luci, una ama de casa sumisa y abnegada que cambia totalmente su estilo de vida al conocer a Bom y a Pepi.
En la década de 1980 trabajó con Almodóvar en tres de sus filmes: Laberinto de pasiones (1982) como una azafata, Entre tinieblas (1983) como Antonia y Matador (1986), como la asistenta de María y Diego. En 1987 interpretó un papel de reparto en el galardonado cortometraje Eulalia de la cineasta Inma de Santis, y en 1991 registró su colaboración final con Almodóvar en el filme Tacones lejanos, en el papel de Tata.
Paralelo a su trabajo en el cine, Eva Siva se desempeñó como jefa de producción del Teatro Real y como gestora cultural en Madrid, además de aparecer como actriz de teatro y como directora de escena en variedad de obras.

## Filmografía destacada

### Cine
| Año  | Título                                    | Papel                      |
| ---- | ----------------------------------------- | -------------------------- |
| 1978 | Folle... folle... fólleme Tim!            |                            |
| 1980 | Pepi, Luci, Bom y otras chicas del montón | Luci                       |
| 1982 | Laberinto de pasiones                     | Azafata                    |
| 1983 | Entre tinieblas                           | Antonia                    |
| 1986 | Matador                                   | Asistenta de María y Diego |
| 1987 | Eulalia                                   | Vecina                     |
| 1991 | Tacones lejanos                           | Tata                       |
| 1996 | Animia de cariño                          |                            |